# Raadhuis van Schoten
Het voormalige Raadhuis van Schoten was het gemeentehuis, ook wel raadhuis, van de voormalige Nederlandse gemeente Schoten. Deze gemeente is in 1927 samengevoegd met de gemeente Haarlem. De gemeente ligt binnen het grondgebied van het stadsdeel Haarlem-Noord.

## Geschiedenis
In 1906 werd begonnen met de bouw van een nieuw raadhuis aan de Rijksstraatweg, nmr. 24. Het oude raadhuis, het Schoterrechthuis aan de Vergierdeweg, nmr. 52 werd te klein met de bouw van uitbreidingswijk Schoterkwartier. Bovendien verkeerde het ook in slechte staat.
Samen met het raadhuis werd er tegelijkertijd aan de overzijde van de weg een burgemeesterswoning gebouwd en naast het raadhuis werd een veldwachterswoning gebouwd. Deze gebouwen werden in 1907 opgeleverd. 
Het gebouw heeft maar 20 jaar dienst gedaan als gemeentehuis van Schoten. In 1927 werd de gemeente ingelijfd bij Haarlem en werden onder meer de gemeentelijke archieven overgebracht naar het Stadhuis van Haarlem. Het pand heeft hierna voor enige tijd dienstgedaan als een politiebureau. Daarna heeft het diverse andere maatschappelijke bestemmingen gehad.
Na bijna 100 jaar was het pand in 2005 toe aan een renovatie. Het gebouw was namelijk in verval geraakt, vochtig en duiven hadden er hun intrek genomen.
In 2018 is de gevel onder handen genomen en dan voornamelijk de daar aanwezige gevelsteen. Deze is toen in ere hersteld met een geheel nieuw zandstenen reliëf.